# ارتور گادفری
آرتور گادفری (انگلیسی: Arthur Godfrey; ۳۱ اوت ۱۹۰۳ – ۱۶ مارس ۱۹۸۳) بازیگر، افسر (ارتش)، مجری تلویزیون، مجری رادیو، خواننده، بازیگر تلویزیون، و فیلم‌نامه‌نویس اهل ایالات متحده آمریکا بود. وی بین سال‌های ۱۹۲۹ تا ۱۹۷۹ میلادی فعالیت می‌کرد.
از فیلم‌ها یا برنامه‌های تلویزیونی که وی در آن نقش داشته‌است می‌توان به آوالون اشاره کرد.
وی همچنین برندهٔ جوایزی همچون جایزه پیبادی شده‌است.